# Uli Stielike
Ulrich „Uli“ Stielike (* 15. November 1954 in Ketsch) ist ein ehemaliger deutscher Fußballspieler und -trainer. Er wurde als Spieler in Deutschland, Spanien und der Schweiz insgesamt achtmal Landesmeister und zweimal UEFA-Pokalsieger. Mit der deutschen Nationalmannschaft wurde er 1980 Europameister und 1982 Vizeweltmeister. Stielike war seit seinem Karriereende als Trainer tätig und trainierte unter anderem die Schweizer, die ivorische und die südkoreanische Nationalmannschaft sowie verschiedene Juniorenteams des DFB.

## Karriere

### Spielerkarriere

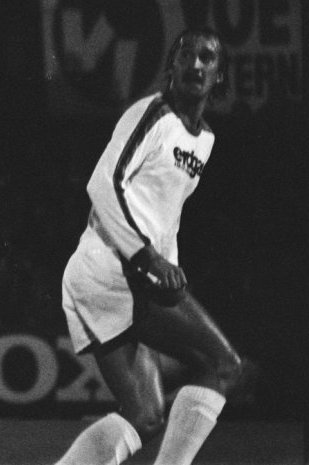
Stielike im Trikot von Borussia Mönchengladbach (1976)

Stielike begann 1962, als Siebenjähriger, bei der Spvgg 06 Ketsch in der Jugend mit dem Fußballspielen. Mit 17 Jahren wurde er in die DFB-Jugendnationalmannschaft berufen.

#### Borussia Mönchengladbach
Im Februar 1973 wechselte Stielike zum Bundesligisten Borussia Mönchengladbach, der von Hennes Weisweiler trainiert wurde. Am 9. Juni 1973 feierte der Abwehrspieler am letzten Saisonspiel gegen den VfB Stuttgart sein Bundesliga-Debüt; kurz zuvor war er mit der DFB-Jugendnationalmannschaft am 4. Juni 1973 beim UEFA-Juniorenturnier ausgeschieden.
Bis 1977 spielte er für Borussia Mönchengladbach in 109 Begegnungen als Abwehrspieler in der Bundesliga.
Mit Mönchengladbach wurde er 1975, 1976 und 1977 Deutscher Meister, 1973 DFB-Pokalsieger und 1975 UEFA-Pokalsieger.

#### Real Madrid
Im Sommer 1977 unterschrieb Stielike bei Real Madrid, wo er im Mittelfeld spielte; er blieb dort bis 1985. Damit ist er einer von bislang zehn (Stand: Juni 2024) deutschen Spielern, die bei Real Madrid spielten. Stielike bestritt 215 Einsätze in der Primera División und erzielte 41 Tore. Mit Real Madrid wurde er dreimal Spanischer Meister (1978, 1979, 1980) und 1985 UEFA-Pokal-Sieger.

#### Xamax Neuchatel
Zum Abschluss seiner Spielerkarriere wurde er mit Neuchâtel Xamax zweimal Schweizer Meister (1987, 1988). Nachdem er mit nachhaltigen Knieproblemen zu kämpfen hatte, beendete er 1989 seine aktive Laufbahn. Zu seinem Abschiedsspiel Anfang Mai des Jahres trat er ein letztes Mal im Xamax-Jersey an, im gegnerischen „Sternen-Team“ wirkten bei einem 5:5-Unentschieden unter anderem Franz Beckenbauer, Oleh Blochin und Alfredo Di Stéfano mit.
Insgesamt wurde Stielike vereinsübergreifend in 83 Europapokalpartien eingesetzt.

#### Deutsche Nationalmannschaft
Für die Nationalmannschaft bestritt er von 1975 bis 1984 42 Länderspiele. Stielike war sowohl bei den Europameisterschaften 1980 und 1984 als auch der Weltmeisterschaft 1982 Stammspieler und spielte alle Spiele komplett durch.
Er wurde 1980 Europameister und 1982 Zweiter der Weltmeisterschaft. Sein letztes Länderspiel absolvierte er am 12. September 1984 in Düsseldorf bei der 1:3-Niederlage gegen die Auswahl Argentiniens, dem ersten Länderspiel von Franz Beckenbauer als Teamchef der Nationalmannschaft.
Stielike war bis zur Weltmeisterschaft 2010 außer Uli Hoeneß (1974, 1976) der einzige deutsche Nationalspieler, der bei einer Fußball-Welt- oder Europameisterschaft einen Elfmeter verschossen hatte (Elfmeterschießen gegen Frankreich im WM-Halbfinale 1982).

### Trainerkarriere

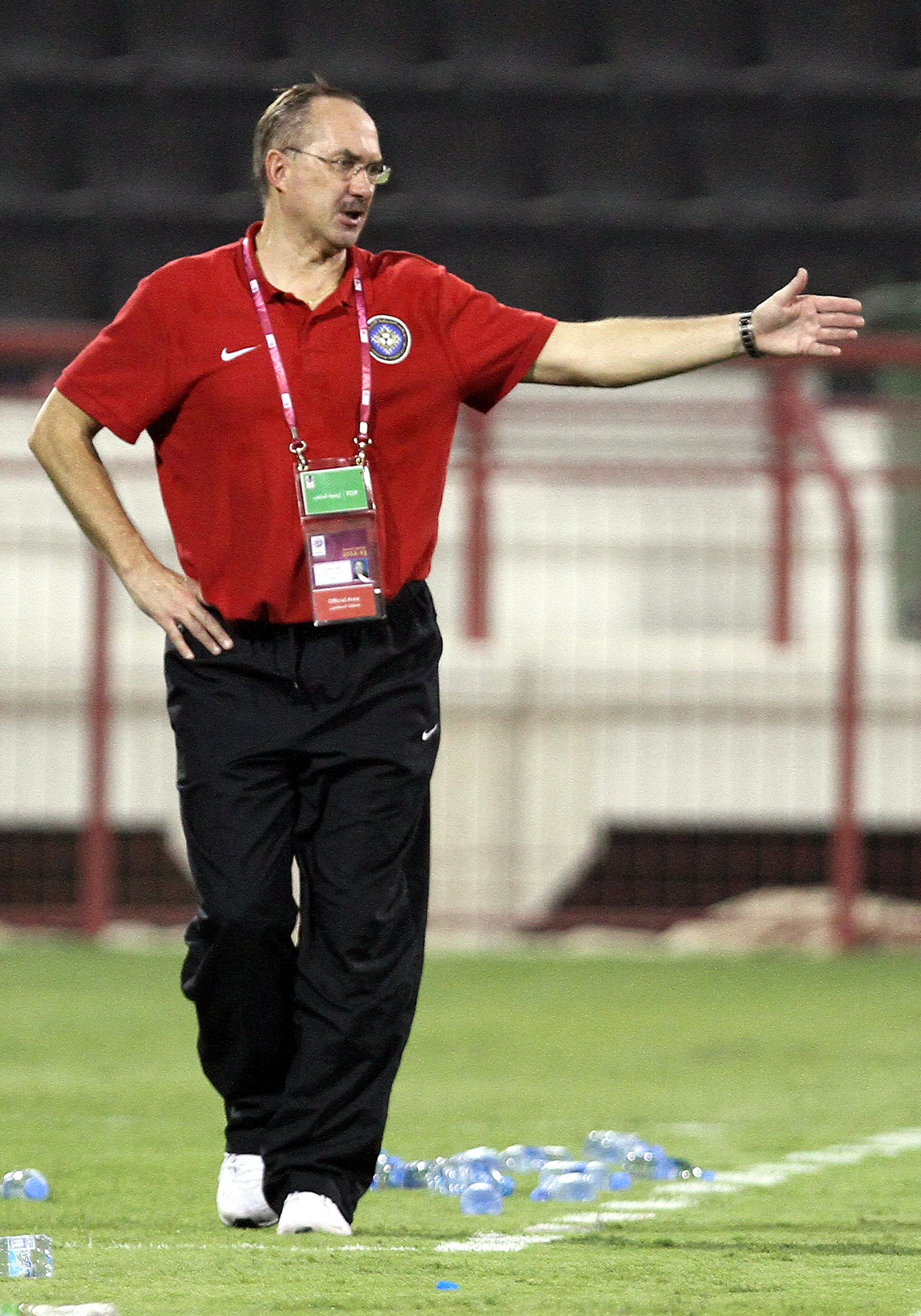
Stielike als Trainer von Al-Sailiyia (2012)

Nach seiner aktiven Laufbahn als Spieler trainierte Stielike das Nationalteam der Schweiz und anschließend Neuchâtel Xamax. Beim SV Waldhof Mannheim trat er sodann seine erste Traineranstellung in Deutschland an. Hier wurde er im September 1995 beurlaubt. Da man seitens des SV Waldhof jedoch 1996 die rechtzeitige Kündigung seines Vertrages vergaß, führte dies zu einer Verlängerung seines Kontraktes bis Juni 1997. Stielike verzichtete jedoch unter der Bedingung auf das ihm zustehende Jahresgehalt von 454.000 DM, dass ein Benefizspiel zugunsten krebskranker Kinder seitens der Mannheimer ausgerichtet wurde.
Im Winter 1996 kehrte Stielike als Trainer nach Spanien zurück. Dort übernahm er die Trainingsarbeit beim Zweitligisten UD Almería, der sich nach einem Fehlstart von Trainer Gonzalo Hurtado getrennt und auch unter Interimstrainer José Navarro nicht in die Erfolgsspur zurückgekehrt war. Jedoch misslang es auch Stielike, die Mannschaft aus dem Tabellenkeller zu führen. Bereits nach weniger als drei Monaten im Amt wurde er im Februar 1997 auf einem Abstiegsplatz liegend wieder von seinen Aufgaben entbunden. Als im Sommer des Jahres Real Madrid Jupp Heynckes als Nachfolger des trotz Meisterschaftsgewinn entlassenen Fabio Capello verpflichtete, galt Stielike als heißer Kandidat für den Co-Trainer-Posten.
Im Februar 1998 verpflichtete der DFB Stielike, dabei unterzeichnete er einen ab April des Jahres gültigen Vier-Jahres-Vertrag. Seine Aufgaben lagen in der Juniorenarbeit und der Nachwuchsförderung. Bereits im März ersetzte er den wegen einer Lungenembolie ausgefallenen Klaus Sammer als Trainer der deutschen U-17-Nationalmannschaft. Im Sommer unterstützte er den Betreuerstab sowie insbesondere als „Spion“ Bundestrainer Berti Vogts bei der WM-Endrunde 1998, als er gemeinsam mit Erich Rutemöller, Dietrich Weise, Bernd Stöber, Gero Bisanz, Hannes Löhr und Klaus Sammer zu den Beobachtern der Spiele von tatsächlichen und möglichen Gegnern gehörte. Auch im September war er für die deutsche U-18-Nationalmannschaft zuständig sowie weiterhin Spielerbeobachter für den DFB und beobachtete, während die von Vogts betreute A-Nationalmannschaft Freundschaftsspiele gegen Malta und Rumänien bestritt, das Spiel zwischen Finnland und Moldawien, zwei Gegnern der DFB-Elf im Rahmen der Qualifikation zur Europameisterschaft 2000.
Vom 9. September 1998 bis zu seiner Entlassung am 7. Mai 2000 war Stielike Assistent des Bundestrainers Erich Ribbeck bei der deutschen Nationalmannschaft.
Vom Jahr 2000 an war Stielike wieder im Nachwuchsbereich des Deutschen Fußball-Bundes tätig. Unter anderem oblag ihm dabei die Betreuung der Perspektivmannschaft Team 2006 von 2001 bis 2003. Danach war er bis ins Jahr 2006 für die U-20-Nationalmannschaft und bis 2004 zusätzlich für die U-21-Nationalmannschaft verantwortlich. Sein im August 2006 auslaufendes Beschäftigungsverhältnis wurde allerdings vom dafür zuständigen DFB-Sportdirektor Matthias Sammer nicht mehr verlängert. Nachfolger wurde Erich Rutemöller.
Im Sommer 2006 tauchte Stielikes Name im Zusammenhang mit den anstehenden Präsidentschaftswahlen bei seinem Ex-Klub Real Madrid auf. Präsidentschaftskandidat Arturo Baldasano, Vorsitzender des vormaligen Trikotsponsors TEKA, nannte ihn als Kandidaten für den Sportdirektorsposten, sollte er gewählt werden.
Ab September 2006 arbeitete Stielike als Nationaltrainer der Elfenbeinküste, dem aktuellen Vize-Afrikameister. Aufgrund einer schweren Erkrankung seines Sohnes Michael setzte Stielike ab dem 10. Januar 2008, zehn Tage vor Beginn der Fußball-Afrikameisterschaft 2008, als Trainer der ivorischen Mannschaft aus. Sein Sohn starb am 1. Februar 2008 an einer Lungenfibrose. Die Elfenbeinküste wurde ohne die Betreuung durch Stielike Vierter des Turniers. Anfang März 2008 nahm Stielike das Amt als Nationaltrainer der Elfenbeinküste wieder auf. Sein auslaufender Vertrag wurde jedoch nicht verlängert.
Am 31. Mai 2008 verpflichtete Christian Constantin Stielike als neuen Trainer des Schweizer Erstligisten FC Sion und stattete ihn mit einem Drei-Jahres-Kontrakt aus. Die Mannschaft spielte jedoch nicht konstant, so wurde kurz nach Saisonbeginn zwar der seinerzeitige Spitzenreiter FC Basel geschlagen, um kurze Zeit später gegen Young Boys Bern eine 0:5-Niederlage zu kassieren. Nach knapp fünf Monaten im Amt wurde er nach einer 0:3-Niederlage beim FC Basel mit 13 Punkten aus den ersten 13 Saisonspielen Anfang November von Constantin entlassen, der seinerseits ankündigte, das Traineramt ausüben zu wollen.
2009 bis 2014 war Stielike als Trainer der Vereine Al-Arabi und Al-Sailiya SC in Katar bzw. Doha tätig.
Im September 2014 wurde Stielike bis zum Jahr 2018 als Trainer der südkoreanischen Nationalmannschaft verpflichtet. Bei der Fußball-Asienmeisterschaft 2015 wurde seine Mannschaft Zweite. Am 15. Juni 2017 wurde Stielike als Nationaltrainer Südkoreas entlassen.
Von September 2017 bis August 2020 war Stielike Trainer des chinesischen Erstligisten Tianjin Teda.
Ende 2020 beendete Stielike seine Trainerkarriere.

## Ehrungen und Auszeichnungen
- „Bester ausländischer Spieler der Primera División“ (1979–1982 / Details dazu)
- „Silbernes Lorbeerblatt“ mit der deutschen Fußballnationalmannschaft für den Gewinn der Europameisterschaft (1980)[26]

## Erfolge

### Borussia Mönchengladbach
- Deutscher Meister 1974/75, 1975/76, 1976/77
- DFB-Pokalsieger 1973
- UEFA Cup: 1974/75
- Finalist 1976/77 Europapokal der Landesmeister

### Real Madrid
- Spanischer Meister 1977/78, 1978/79, 1979/80
- Copa del Rey: 1980, 1982
- Copa de la Liga: 1985
- UEFA Cup: 1984/85
- Finalist Europapokal der Landesmeister: 1980/81
- Finalist Europapokal der Pokalsieger: 1982/83

### Neuchâtel Xamax
- Schweizer Meister: 1986/87, 1987/88

### Deutsche Fußballnationalmannschaft
- Europameister 1980
- Vizeweltmeister 1982

### Trainer der südkoreanischen Fußballnationalmannschaft
- Ostasienmeister 2015
- Vizeasienmeister 2015